# Bogdał
Bogdał, Bogdaj, Bogodał – staropolskie imię męskie, złożone z członów Bog- ("Bóg", "Boga", ale pierwotnie "los, dola, szczęście") i -dał, -daj ("dać"). Prawdopodobnie oznaczało "niech los da", por. bodaj – "niechby, oby".
Żeńskie odpowiedniki: Bogdała, Bogudać (prawdop.)
Bogdał, Bogdaj, Bogodał imieniny obchodzi 10 grudnia.